# Xã Bell, Quận Cass, Bắc Dakota
Xã Bell (tiếng Anh: Bell Township) là một xã thuộc quận Cass, tiểu bang Bắc Dakota, Hoa Kỳ. Năm 2010, dân số của xã này là 36 người.